# Осада Бухары
Осада Бухары — одно из сражений, произошедшее в феврале 1220 года во время монгольского завоевания Хорезма. 
В ходе вторжения в государство хорезмшахов Чингисхан организовал наступление с разных сторон. После взятия пограничного города Отрара монголы двинулись на Бухару, бывшую крупным торговым и культурным центром государства. Монгольское войско, насчитывавшее от 30 000 до 50 000 воинов, смогло пересечь пустыню Кызылкум. Хорезмшах Ала ад-Дин Мухаммед II был застигнут врасплох. Он предполагал, что Чингисхан первым нападет на Самарканд. 
Главное сражение произошло на второй или третий день, когда войска шаха, насчитывавшие около 20 000 человек, выступили вперед; Джувейни пишет, что они были уничтожены монголами на берегах реки: «Когда эти силы достигли берегов Окса, на них обрушились дозоры и передовые отряды монгольской армии и не оставили никаких следов... На следующий день от отражения солнца равнина казалась подносом, наполненным кровью». Историк Пол Бьюэлл отмечает, что вылазка, проведенная исключительно вспомогательными войсками шаха, а не городским гарнизоном, могла быть просто попыткой бегства.
10 февраля город сдался. Единственное сопротивление теперь исходило от небольшой группы защитников цитадели. Цитадель была построена по самым высоким стандартам, но Чингисхан приказал привезти из Китая специалистов по осадной войне. Через десять дней была пробита брешь с применением горючих веществ и пороха, и на двенадцатый день цитадель пала. 
Небольшое сопротивление со стороны цитадели оказалось пагубным для остальной Бухары, так как монголы подожгли город в борьбе с сопротивлявшимися.   Поскольку большинство строений в городе были деревянными, вскоре пожар превратил большую часть города в пепел, включая знаменитую библиотеку. Большая часть населения была уведена в рабство. 